# Chlorops bisignatus
Chlorops bisignatus är en tvåvingeart som beskrevs av Becker 1912. Chlorops bisignatus ingår i släktet Chlorops och familjen fritflugor. Inga underarter finns listade i Catalogue of Life.